# Vérin
Vérin is een gemeente in het Franse departement Loire (regio Auvergne-Rhône-Alpes) en telt 691 inwoners (2004). De plaats maakt deel uit van het arrondissement Saint-Étienne.

## Geografie
De oppervlakte van Vérin bedraagt 3,0 km², de bevolkingsdichtheid is 230,3 inwoners per km².
De onderstaande kaart toont de ligging van Vérin met de belangrijkste infrastructuur en aangrenzende gemeenten.

## Demografie
Onderstaande figuur toont het verloop van het inwonertal (bron: INSEE-tellingen).